# Garwin (Iowa)
Pour les articles homonymes, voir Garwin.
Garwin est une ville du comté de Tama, en Iowa, aux États-Unis. Elle est fondée en 1880 et incorporée le 5 juin 1890.

## Source de la traduction
- (en) Cet article est partiellement ou en totalité issu de l’article de Wikipédia en anglais intitulé « Garwin, Iowa » (voir la liste des auteurs).